# First Floor Power
First Floor Power er en musikgruppe fra Sverige. Gruppen blev grundlagt af tidligere medlem, Jenny Wilson i 1997.

## Diskografi
- There is hope (2001)
- Nerves (2004)
- Don't Back Down (2008)